# Carlos Llamosa
Carlos Llamosa (* 30. Juni 1969 in Palmira, Kolumbien) ist ein ehemaliger US-amerikanischer Fußballspieler. 

## Laufbahn
Llamosa war ein athletischer, technisch beschlagener Verteidiger, der seine Karriere 1990 beim Klub Atlético Huila in Kolumbien begann. 1991 wanderte er in die USA aus und arbeitete zunächst im World Trade Center. 1995 wurden die New York Centaurs sein erster Klub in Nordamerika. Der Verein, der damals in der A-League spielte, nannte sich in seiner zweiten Saison New York Fever.
1997 wechselte er in die ein Jahr zuvor gegründete Major League Soccer und spielte bei D.C. United (1997–2000), Miami Fusion (2001) und New England Revolution (2002–2005). Von 2006 bis 2007 spielte er bei CD Chivas USA in Los Angeles, danach beendete er seine Spielerkarriere. 
Im November 1998 machte er sein erstes Länderspiel gegen Australien. Zwischen 1998 und 2002 spielte er 29-mal in der A-Nationalmannschaft der USA. 1999 war er beim 3:0-Sieg der USA gegen Deutschland in der Stammelf und spielte auch bei der WM 2002 in Japan und Südkorea.
Ab 2008 war er Assistenztrainer bei Chivas USA. Seit 2013 ist er in gleicher Funktion für New York Cosmos aktiv.